# Кинтеро, Хосе
Хосе́ Альфре́до Кинте́ро Ордо́ньес (исп. José Alfredo Quintero Ordóñez; род. 20 июня 1990 года в Кининде, Эквадор) — эквадорский футболист, полузащитник клуба ЛДУ Кито и сборной Эквадора.

## Биография
Кинтеро начал профессиональную карьеру выступая за клубы низших дивизионов «Кунибуро» (исп. Club Deportivo Cuniburo Fútbol Club) и «Аукас». В 2014 году он помог последней выйти в элиту. В начале 2015 года Хосе перешёл в ЛДУ Кито. 1 февраля в матче против «Эль Насьональ» он дебютировал в эквадорской Примере, заменив во втором тайме Первиса Эступиньяна. 5 июля в поединке против своего бывшего клуба «Аукас» Кинтеро забил свой первый гол за ЛДУ Кито.

## Выступление за сборную
Летом 2019 года Хосе был приглашён в сборную для участия в Кубке Америки, который состоялся в Бразилии. В первом матче в группе против Уругвая он был удалён на 23-й минуте матча, а его команда в итоге крупно уступила 0:4.

## Титулы и достижения
- Чемпион Эквадора (1): 2018